# Морф, Фриц
Фри́дрих Морф (нем. Friedrich Morph; 29 января 1928, Бургдорф, Берн — 30 июня 2011, Бургдорф, Берн) — швейцарский футболист, играл на позиции защитника. Участник чемпионата мира 1962 года.

## Биография

### Клубная карьера
В начале футбольной карьеры Морф играл в низших дивизионах за «Бургдорф». В 1953 году перешёл в клуб Национальной лиги A «Гренхен». За «Гренхен» он играл в течение 11 сезонов, в том числе один сезон (1956/57) в Национальной лиге Б. В 1959 году в составе «Гренхена» выиграл Кубок Швейцарии и это был его единственный титул в карьере. В 1963 году вернулся в «Бургдорф», в составе которого отыграл один сезон и закончил карьеру.

### Карьера в сборной
Дебютировал за сборную Швейцарии 10 марта 1957 года в матче со сборной Испании (2:2) в рамках квалификации на чемпионат мира 1958 года.
В составе сборной Швейцарии принимал участие на чемпионате мира 1962 года, где сыграл в матче со сборной Чили (1:3). Сборная Швейцарии проиграла три матча в группе и в плей-офф не попала. Всего за сборную Швейцарии сыграл 7 матчей.

### Смерть
Скончался 30 июня 2011 года в возрасте 83 лет.